# Omm ol Savād
Omm ol Savād (persiska: ام السواد, Omm os Savād) är en ort i Iran.   Den ligger i provinsen Khuzestan, i den västra delen av landet, 600 km söder om huvudstaden Teheran. Omm ol Savād ligger 5 meter över havet och antalet invånare är 213.
Terrängen runt Omm ol Savād är mycket platt. Runt Omm ol Savād är det ganska tätbefolkat, med 54 invånare per kvadratkilometer. Närmaste större samhälle är Yūkhān, 7,3 km nordost om Omm ol Savād. Trakten runt Omm ol Savād är ofruktbar med lite eller ingen växtlighet.